# Plazmacytoidní dendritická buňka
Plazmacytoidní dendritické buňky (pDC) představují odlišnou populaci dendritických buněk (DC) od „klasických“ myeloidních DC (mDC). Na rozdíl od mDC, pDC nefungují primárně jako antigen prezentující buňky, ale jako buňky produkující zánětlivé cytokiny: interferony I typu (IFN I). Produkcí těchto cytokinů aktivují „natural-killer“ (NK) buňky (tzv. přirozené zabíječe) a spouštějí tím vrozenou imunitní odpověď či zahajují zánětlivou reakci.

## Fenotyp pDC
Jako u většiny tělních buněk, potažmo buněk imunitního systému, existují mezi jednotlivými druhy buněčných organismů určité fenotypické rozdíly. Při studiu imunitního systému je využíváno hlavně lidských a myších buněk.

### Fenotyp lidských pDC
Lidské pDC jsou charakterizované jako exprimující CD4, CD45RA, CD123 (IL-3Rα), ILT3 a neexprimují CD11c ani CD14, což je odlišuje od konvenčních mDC či monocytů. Další dva identifikované povrchové markery jsou exprimovány pouze na pDC přítomných v periferní krvi a kostní dření. Jedná se o BDCA-2 a BDCA-4. BDCA-2 umožňuje pDC internalizovat extracelulární antigeny a při jeho blokaci protilátkou dochází k zastavení produkce IFN-α. BDCA-4 pravděpodobně nemá pro pDC esenciální funkci, ale slouží jako dobrý marker pro izolace pDC z periferní krve člověka.

### Fenotyp myších pDC
Myší pDC se od lidských liší expresí CD11c, Ly6G a B220. Tyto proteiny propůjčují myším pDC částečný fenotyp mDC, neutrofilních granulocytů a dokonce B-lymfocytů.

## Vývoj pDC
Diferenciace pDC není zcela prozkoumána, nicméně na jejich vývoji z hematopoetických buněk se podílí Flt3-L a dále CD40L a IL-3, které slouží jako růstové faktory pDC. Exprese receptoru pro IL-3 je hlavním znakem, podle kterého se v krvi a tkáních pDC identifikují. Není ovšem stále jasné, zda pDC pocházejí z myeloidní či lymfoidní linie buněk kostní dřeně. Přítomnost určitých genů důležitých pro tvorbu B a T receptorů poukazují na původ lymfoidní linie. Naproti tomu při blokaci některých povrchových receptorů důležitých pro vývoj buněk myeloidní linie (IRF-8) se pDC, stejně jako klasické mDC, nevyvíjejí. 

## Lokalizace a migrace pDC
Plazmacytoidní DC byly identifikovány ve fetálních játrech, thymu a kostní dřeni, usuzuje se proto, že vznikají z hematopoetického prekurzoru v těchto primárních lymfoidních orgánech. V průběhu dospělosti jsou pDC konstantně produkovány v kostní dřeni, odkud průběžně migrují do lymfatických uzlin, sleziny a slizničních lymfoidních orgánů (mucosal-associated lymphoid tissue, MALT). V lymfoidních orgánech se pDC vyskytují nejčastěji v T-buněčných zónách kolem tlustostěnných endoteliálních žilek (high endothelial venules, HEV).
Migrace pDC je umožněna expresí L-selektinu, do lymfatických uzlin migrují pDC též specificky v reakci na rozeznanou infekci. V odpovědi na prozánětlivé prostředí (IFN-γ a jím indukované chemokiny jako jsou CXCL9 nebo CXCL10) orientují pDC svůj pohyb do lymfatických uzlin, ve kterých probíhá zánětlivá odpověď. Tato migrace je řízena chemokinovými receptory CXCR3, CXCR4 ale i dalšími. Heterodimerizace těchto receptorů posiluje adhezivní interakce pDC s HEV, které jsou dále zprostředkovány též integrinovými molekulami LFA-1, VLA4 nebo VLA5.

## Odpověď na patogeny
Produkce IFN I pDC je indukována detekcí virové DNA nebo RNA. Pro tyto účely jsou buňky vybaveny toll-like receptory (TLR), v tomto případě TLR7 a TLR9. TLR9 přítomný v membráně endosomálních váčků pDC rozpoznává oligonukleotidy bohaté na demethylované repetice CpG. TLR7 lokalizovaný taktéž v endosomech je zase citlivý vůči guanosinovým analogům (imidazochinolin) a jednovláknové (ss)RNA, tedy je pravděpodobným kandidátem na rozpoznávání RNA virů. Signalizace od těchto receptorů je vedena přes molekulu MyD88 až k transkripčnímu faktoru NFκB, tedy hlavnímu transkripčnímu faktoru podílejícím se na regulaci imunitních odpovědí.

## Propojení vrozené a adaptivní imunity
Plazmacytoidní DC produkují velké množství cytokinů, především IFN I, což jsou interferony-α a β (IFN-α a IFN-β). Těmi regulují záněty a propojují vrozenou a adaptivní imunitu. IFN I uvolňované lidskými pDC aktivují cytotoxickou aktivitu NK buněk, ale zároveň chrání neinfikované buňky od lyze zprostředkované NK buňkami. Lidské pDC mohou také prostřednictvím sekrece IL-12 vyvolat v NK buňkách produkci IFN-γ, ačkoliv méně efektivně než aktivované klasické mDC. IFN I ale podporují diferenciaci, zrání a imunostimulační funkce dendritických buněk. Díky současné produkci IFN I a IL-6 hrají pDC velmi důležitý aspekt při regulaci adaptivní imunity, která spočívá ve schopnosti indukovat lidské B buňky (B lymfocyty) k diferenciaci v plazmatické buňky produkující imunoglobuliny (Ig). Navíc B lymfocyty aktivované prostřednictvím pDC přednostně produkují IgG na úkor IgM. To naznačuje, že se pDC mohou specificky zaměřovat na paměťové B buňky. Lidské i myší pDC jsou navíc účinnými producenty chemokinů, které mohou během imunitní reakce zesilovat adaptivní imunitní odpověď, díky přilákání pomocných (CD4+) a cytotoxických (CD8+) T lymfocytů.
Zásadní funkcí lidských pDC je produkce IFN I (IFN-α) jako odpovědi na setkání s viry. Plazmacytoidní DC totiž exprimují receptory nukleových kyselin TLR-7 a TLR-9, které jsou velmi účinně stimulovány virovými RNA, resp. DNA. pDC tedy udržují antivirový stav, tj. indukují syntézu některých enzymů, které potlačují replikaci virů. Produkce IFN-α je důležitá i pro aktivaci NK a NK-T buněk, které také velmi významně přispívají k obraně organismu proti virům.

## Funkce pDC coby antigen prezentujících buněk (APC)
Čerstvě izolované lidské i myší pDC prezentují antigen velmi neefektivně, protože zachycují, zpracovávají a vystavují antigen na MHC molekulách výrazně méně účinně než klasické DC. Díky tomu velmi špatně indukují proliferaci T lymfocytů. To potvrzují i studie, které popisují, že pDC endocytují antigeny podstatně hůře než klasické mDC. Navíc pDC mají nízkou expresi proteáz (katepsinu S a katepsinu D), které se účastní při zpracovávání antigenů v lysozomech. Velmi podstatné je i to, že v porovnání s klasickými mDC exprimují čerstvě izolované pDC minimální množství molekul MHC II třídy a kostimulačních molekul. Naopak aktivované pDC vykazují značnou expresi povrchových kostimulačních molekul i MHC II glykoproteinů, což značně zvyšuje jejich schopnost stimulovat T lymfocyty. Tudíž aktivované pDC vyvolávají rozvoj populace paměťových cytotoxických T buněk a pomocných TH1 buněk, které jsou specifické pro rozeznávání endogenních antigenů a virů chřipky.

## Plazmacytoidní DC jako polarizátory T buněk
V závislosti na stádiu zrání a povaze a koncentraci antigenu jsou pDC při řízení T buněčné odpovědi značně flexibilní. Virem aktivované pDC vyvolávají silnou polarizaci směrem k TH1 odpovědi, což přiměje T buňky produkovat velké množství IFN-γ nebo i IFN-γ společně s IL-10. Polarizace směrem k TH1 zprostředkovaná zralými pDC je závislá na IFN I, nebo na současné produkci IFN I a IL-12.

## Tolerogenní funkce nezralých pDC
Čerstvě izolované pDC vyvolávají u lidí anergii CD4+ T buněčných klonů s různými antigenními specifitami a mohou indukovat CD4+ CD25+ T regulační (Treg) buňky. Produkce IL-2 a IFN-γ je u těchto T buněk snížena, zatímco produkce IL-10 se zvyšuje. Myší, čerstvě izolované pDC ze sleziny indukují pouze minimální proliferaci antigenně specifických T buněk. Tyto T buňky posléze získají regulační aktivitu. Stimulace pDC pomocí inhibičního ligandu CTLA4-Ig, indukuje tvorbu indolamin 2,3-dioxygenázy, která má silný inhibiční účinek na proliferaci T buněk a může přispět k tolerogennímu potenciálu těchto buněk. pDC, zvláště v jejich nezralém stavu nebo v určitých anatomických lokalitách, mohou mít tolerogenní funkce, ačkoli přesnou povahu a mechanismy těchto funkcí je ještě třeba prozkoumat.

## Plazmacytoidní DC v lidských onemocněních

### Onemocnění HIV
Lidské pDC exprimují molekuly CD4, CXCR4 a CCR5, což naznačuje, že by mohly být napadeny virem HIV. Skutečně byla popsána přítomnost virového antigenu p24 v pDC, nejspíš tedy skutečně dochází k produktivní infekci těchto buněk virem HIV, která vede k následnému zabíjení infikovaných buněk, tudíž snižování jejich počtů. V periferní krvi HIV-pozitivních pacientů je tedy redukován počet pDC, což současně koreluje se sníženou schopností mononukleárních buněk periferní krve produkovat IFN-α v odpovědi např. na stimulaci herpes simplex virem (HSV).

### Systémový lupus erythematodes
Také bylo nalezeno propojení mezi autoimunitním onemocněním systémový lupus erythematodess (SLE) a pDC, resp. IFN-α. Počty pDC jsou v periferní krvi při tomto onemocnění také snížené, což je ale v tomto případě vlivem infiltrace aktivovaných pDC do kožních lézí, kde produkují velká množství IFN-α. pDC jsou v případě SLE nejspíše aktivovány imunokomplexy protilátek a jejich ligandu dsDNA z apoptotických buněk. Tyto zvýšené koncentrace IFN-α následně pravděpodobně aktivují mDC, které tak podporují vznik T-buněčné autoimunity.

### Nádorová imunologie
Nádory jsou často infiltrovány nezralými mDC i pDC. Tyto mDC jsou jen obtížně aktivovány a selhávají tak v aktivaci T buněk. V případě rakoviny prsu nebo vaječníků byly v nádoru identifikována vysoká množství pDC. Přítomné buňky mohou být spoluzodpovědné za zvýšení rizika vzniku metastází a relapsů. pDC exprimují receptor pro IL-3 (CD123) a po stimulaci preferenčně indukují TH2 nebo Teg buňky resp. CD4+ nebo i CD8+ buňky s regulačním fenotypem, malým proliferačním potenciálem a slabou cytolytickou aktivitou. Tyto pDC jsou také ve spádových mízních uzlinách schopné produkovat indolamin 2,3-dioxygenázu potenciálně tvořící lokální supresivní mikroprostředí pro T-buněčnou protinádorovou odpověď.
Oba typy nezralých buněk, mDC a pDC, selhávají v aktivaci buněčné protinádorové odpovědi a naopak mohou indukovat vznik Treg buněk se supresivním účinkem na imunitní reakce. pDC přítomné v nádorech by ale mohly být aktivovány ligandy TLR a indukované IFN I by mohly skrze aktivaci infiltrovaných mDC podpořit protinádorovou T buněčnou reakci. 